# Cnaphalocrocis grisealis
Cnaphalocrocis grisealis is een vlinder uit de familie van de grasmotten (Crambidae), uit de onderfamilie van de Spilomelinae. De wetenschappelijke naam van deze soort is voor het eerst voorgesteld als Marasmia grisealis door Jean Ghesquière in een publicatie uit 1942.
De soort komt voor in Congo-Kinshasa.